# Rito Perfectibilista
La Masonería Perfectibilísta o Rito Perfectibilísta es un Rito masónico de marcada impronta esotérica que mezcla tradiciones gremiales de la Edad Media con rituales templarios,y con ideales de reforma sociocultural del llamado “mundo profano”.
La estructura del Rito Perfectibilísta es compleja y bastante enigmática, ya que desde sus grados azules o simbólicos alude a su herencia templaria, aludiendo a los gremios de albañiles que laboraban para los templarios cuando estos levantaron recintos religiosos por toda Europa y Medio Oriente.

## Grados
Los grados masónicos, en masonería, corresponden al nivel de conocimiento del oficio alcanzado por el iniciado. La gradación depende del Rito, tanto en sus nominaciones como en su número, en el caso del PerfectibilÍsta existen los siguientes:
1. Neófito.
2. Minerval.
3. Illuminati Menor.
4. Aprendiz Masón.
5. Compañero Masón.
6. Maestro Masón.
7. Iluminado Masón o Masón escocés.
8. Iluminado Dirigente o Caballero escocés.
9. Príncipe.
10. Sacerdote
11. Mago.
12. Rex.

## Historia

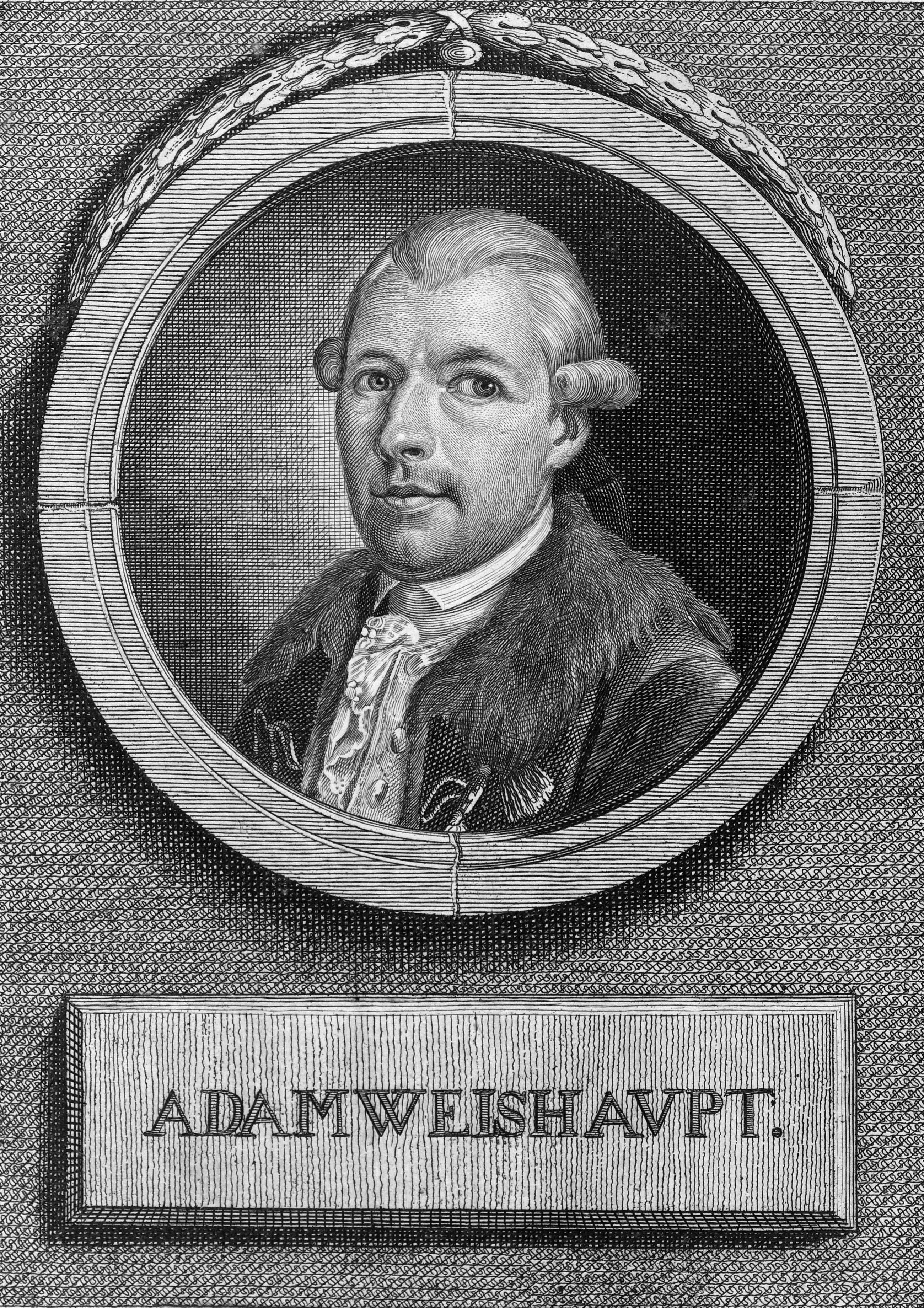
Adam Weishaupt, el fundador

El profesor de derecho eclesiástico y filosofía práctica de la universidad de Ingolstadt, Baviera, Adam Weishaupt (1748-1830) fundó el 1 de mayo de 1776, con dos alumnos suyos, la Asociación de los perfectibilistas (Bund der Perfektibilisten, en el original alemán, formado por Bund, asociación, y un derivado del latín perfectibilis, 'perfeccionable'). Como símbolo de la organización eligió el mochuelo de Atenea, la diosa griega de la sabiduría. De trasfondo se encontraba el clima intelectual universitario, prácticamente dominado por los jesuitas, orden disuelta tres años antes.
Weishaupt, con veintinueve años, estaba aislado respecto del claustro docente, debido a su entusiasmo por las ideas de la Ilustración; para ofrecer protección a sus estudiantes de las supuestas intrigas jesuíticas pero, sobre todo para proporcionarles acceso a la literatura crítica eclesiástica contemporánea, fundó la «Asociación de sabiduría secreta», que en sus comienzos no era más que un círculo de lectores anticlericales con un máximo de veinte miembros. Weishaupt mencionó sus razones para la fundación de la sociedad en su carta Pythagoras oder Betrachtungen über die geheime Welt- und Regierungskunst:

Pero dos hechos fueron decisivos. Incluso para este tiempo en 1776, un oficial en Burghausen llamado Ecker había fundado una logia orientada hacia la alquimia y que había comenzado a extenderse velozmente. Un miembro suyo llegó a Ingolstadt, a anunciarse allí y a atraer a los más brillantes entre los estudiantes. Por desgracia, su selección recayó precisamente en aquellos a quienes ya les había echado el ojo. El pensamiento de haber perdido de esta forma a jóvenes tan prometedores, y verlos ahora acercándose a la alquimia y majaderías semejantes, fue para mí tormentoso e insoportable. Por esto fui a pedirle consejo a un joven, en quien había puesto toda mi confianza. Y me animó a utilizar mi influencia sobre los estudiantes y estos excesos mediante una vacuna, administrada mediante la fundación inmediata de una sociedad.

La orden tomó un primer impulso en 1778, cuando un antiguo alumno suyo y presidente del Palatinado Renano la reorganizó. Weishaupt propuso como nuevo nombre Bienenorden, la 'Orden de las abejas', porque se imaginaba que los afiliados deberían recopilar el néctar de la sabiduría dirigidos por una abeja reina, pero al final se prefirió Bund der Illuminaten (Unión de los Iluminados) y después, Illuminatenorden ('Orden de los Iluminados'). De la asociación de estudios se pasó a una orden secreta, influenciada en su modelo organizativo por la Compañía de Jesús.

## Breve florecimiento

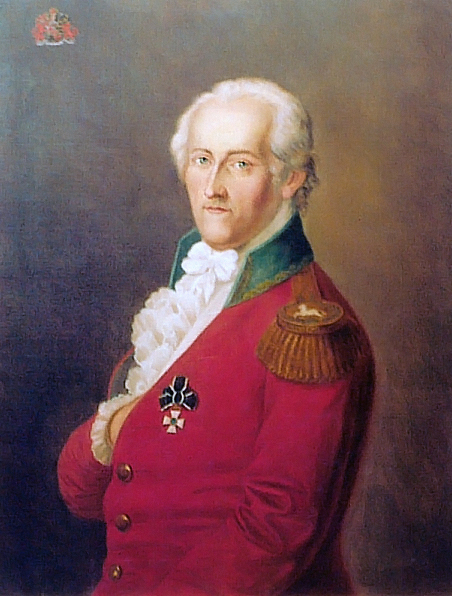
Barón Adolph von Knigge, su patrocinador más influyente.

Utopías Perfectibilístas

La siguiente reorganización sucedió en 1780 tras la adhesión del aristócrata bajo sajón Adolph von Knigge. Tal como el propio Weishaupt confesó, no existía «en absoluto, solo en su cabeza». Y en 1782 Knigge le proporcionó a la orden una estructura  de estilo masónico, con Weishaupt y Knigge —entre otros— como directores sobre el llamado «Areópago». Con esta nueva distribución, que se detallará más adelante, consiguieron los Iluminados reclutar a muchos masones e infiltrarse en logias enteras.
De trasfondo estaba la crisis iniciada hacia 1776 entre los niveles altos masónicos alemanes con la ruptura de la Estricta observancia templaria. Karl Gotthelf von Hund und Altengrotkau había conseguido atraerse a las diferentes logias hacia su mandato mediante este rito más bien apolítico-romántico, que aseguraba ser sucesor de la orden Templaria, disuelta en 1312. Durante muchos años, además había afirmado mantenerse en contacto con «Superiores desconocidos», que le habían iniciado en la francmasonería. Como al fallecer en 1776 ningún tipo de «Superiores secretos» contactara con ellos, había gran confusión en la logia. En la convención masónica de la Estricta observancia, acontecida en Wilhelmsbad entre el 16 de julio y el 1 de septiembre de 1782, Knigge y su segundo representante de los Iluminados, Franz Dietrich von Ditfurth, un ilustrado radical manifiesto, se ganaron el liderazgo de opinión para su orden. El sistema templario fue abandonado, y la orden de la Rosacruz quedó en minoría en su esfuerzo por mantener esa tradición. Ambos iluminados consiguieron incluso, con Johann Christoph Bode, ganarse a un representante principal de la Estricta observancia.
```
Gran Maestre
 Regional del Temple en 
Auvernia
 durante la persecución de la Orden por el rey 
Felipe IV
 de 
Francia
.
[
2
]
```

## Presencia en América
Adam Weishaupt (1748 – 1811), fundador de los Perfectibilistas el primero de mayo de 1776 en Ingolstadt Alemania.Los llamados también Iluminados de Baviera. Fundó esta sociedad con el propósito de derrocar a los gobiernos tiránicos y reinos del mundo además de erradicar el poder de todas las religiones y creencias para regir a las naciones bajo un Nuevo Orden Mundial, basado en un sistema internacionalista (precursor del anarquismo, llamado iniciáticamente Sinarquía). Establecerían una moneda única y una religión universal, donde según sus creencias, cada persona lograría la perfección.
Los primeros independentistas Americanos, Franklin, Washington y Francisco de Miranda se formaron en la tradición Filadelfa, generadora del Movimiento Lautarino, especialmente con San Martín. Logias llamadas irregulares que fueron de marcada impronta iluminista, esotérica y operativas en el Río de la Plata y se ubican a finales del siglo XVIII. Posteriormente, con las invasiones inglesas ocurridas en 1807, el cuerpo irlandés de ocupación N.º 47 funda una logia que se llamó Montevideo Nº 192, siendo encargada de iniciar al primer masón criollo, don Miguel Furriol. Este cuerpo de ocupación irlandés realizó la primera procesión masónica en el Río de la Plata, por las calles de Montevideo, el 24 de junio de 1807, portando sus atuendos e insignias masónicas ante el estupor de los pobladores locales de entonces. Estos ingleses venían impregnados de las ideas de Multi-Ritualismo, luego del encuentro de Wilhelmsbad, 1782.Donde los Perfectibilistas habrían propuesto las ideas revolucionarias de República y Federación.
En el año 1814, durante la ocupación porteña, el general argentino Carlos María de Alvear, presidente de la Logia Lautaro de Buenos Aires, funda en Montevideo la logia Caballeros Racionales, en homenaje a la logia homónima que funcionó en Cádiz (España). Durante la ocupación portuguesa y brasileña, que fue del año 1817 a 1822, el general lusitano Carlos Federico Lecor funda en Montevideo las logias Los Aristócratas e Imperial, con el fin de contrarrestar la influencia revolucionaria en la masonería.
En el año 1816, patriotas orientales (uruguayos) fundaron las logias Los Independentistas o Caballeros Racionales, la que en 1819 cambiará su nombre por el de Logia Caballeros Orientales, alma y espíritu a partir de 1822 de la Cruzada Libertadora de 1825 y de cuya constitución y actividad existe documentación en la Masonería uruguaya. La Logia Caballeros Orientales llegó a tener más de 300 integrantes, entre los que se encontraba la totalidad de los cabildantes de Montevideo de 1822/1823.
Más tarde otras Logias Perfectibilistas como la de los  Carbonarios de Mazzini y la Joven Italia, inspiran a Garibaldi Giuseppe Garibaldi en su gesta Libertadora. Dos años antes de su muerte Giuseppe Garibaldi une los Ritos de Memphis y Mizrain ( Rito de Memphis y Mizraím ) y es declarado Gran Hierofante Egipcio y Perfectibilista.
Las Logia Perfectibilistas continuaron trabajando a cubierto y en favor del Federalismo Artiguista en el caso de Uruguay. El 1946 El Maestro Cedaior, vizconde Albert Raymond Costet de Mascheville, vuelve a levantar columnas del Supremo Santuario en Montevideo en una clara inspiración por las perseguidas logias perfectibilistas de Theodor Reuss Theodor Reussen Alemania, perseguidas por el nazismo.